# Brateiu
Brateiu é uma comuna romena localizada no distrito de Sibiu, na região histórica da Transilvânia. A comuna possui uma área de 35.11 km² e sua população era de 3602 habitantes segundo o censo de 2007.